# 格林貝格山
48°10′30″N 16°18′50″E / 48.17500°N 16.31389°E

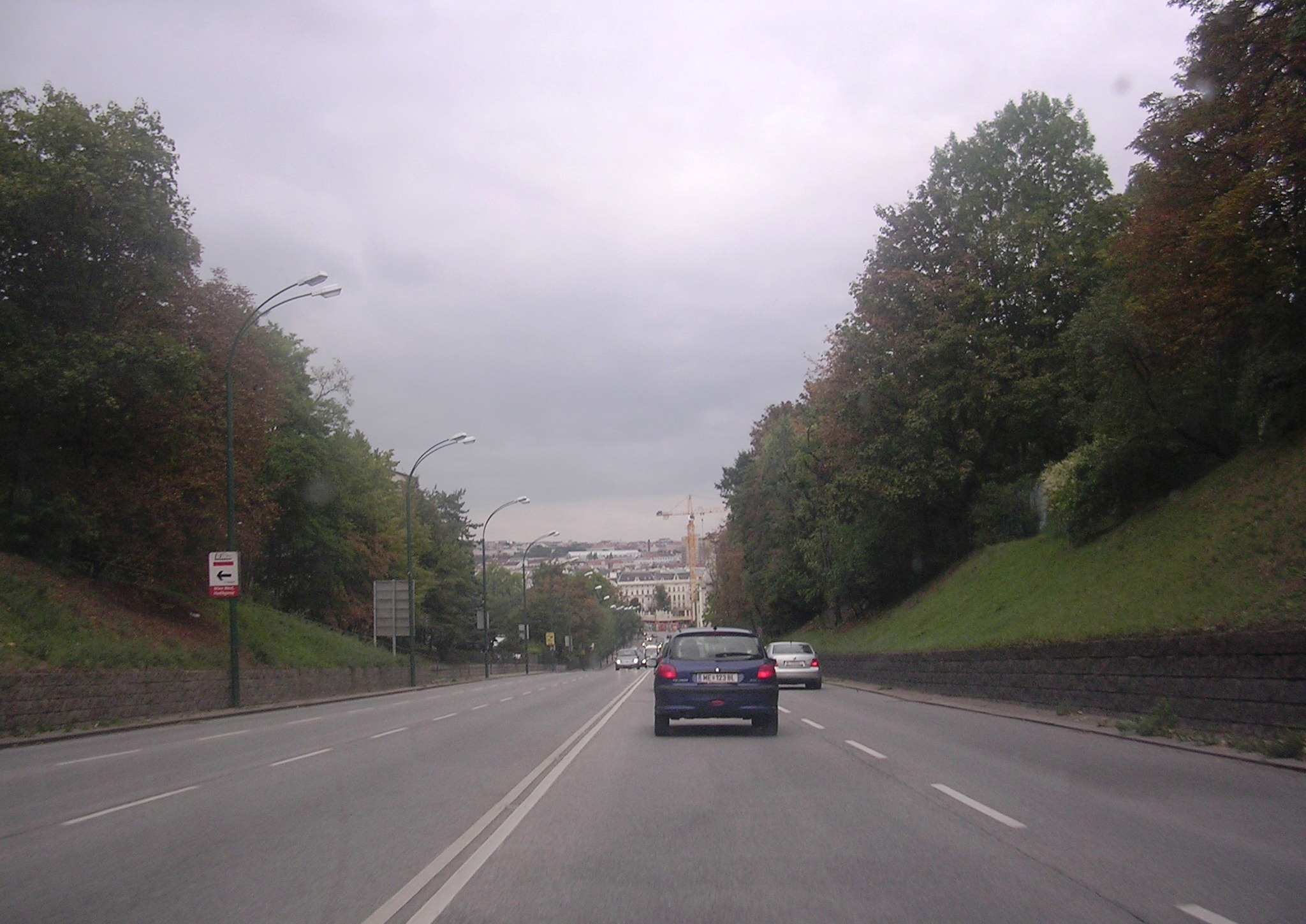

格林貝格山（德語：Grünberg），是奧地利的山峰，位於該國東北部，由維也納負責管轄，屬於維也納林山的一部分，海拔高度230米，該山峰在1790年左右建有房屋。